# Paljeskovke
Paljeskovke (seletnicovke, lat. Hamamelidaceae nom. cons.), biljna porodica u redu kamenikolike. Ime je dobila po rodu palijeska (Hamamelis). Postoji oko 100 priznatih vrsta (104) unutar 3 potporodice.

## Opis
Hamamelidaceae, ili porodica paljeskovki, obuhvaća 27 rodova i 82 vrste. Njegovi glavni distribucijski centri su istočna Azija i malezijska regija, ali se također proteže u Australiju, Sjevernu Ameriku, Srednju Ameriku, tropsku i južnu Afriku te Madagaskar. Članovi ove porodice uspijevaju u vlažnim šumama, pa čak i na strmim padinama u šumovitim područjima. Neke su prizemne biljke u šumama, gdje su raštrkane, a nekoliko rodova raste u planinama tropskih i suptropskih regija. Članovi porodice mogu se prepoznati po prisutnosti zvjezdastih dlačica i listova s dlanastim žilama koji su raspoređeni u dva reda—to jest, leže na vodoravnoj ravnini, a ne spiralno raspoređeni duž stabljike. Cvjetovi su obično mali, s vidljivim dijelovima perijanta i nose ga u gustim grozdovima; plodovi su kapsulasti s donjom ili poludonjom plodnicom. U porodici se odvija i oprašivanje vjetrom i kukcima. Nekoliko rodova su važni ukrasni grmovi ili drveća, uključujući Hamamelis, Corylopsis i Fothergilla. Kora hamamelisa često se koristi kao adstrigent.
Hamamelidaceae, porodica hamamelisa  se sastoji od oko 30 rodova i oko 100 vrsta grmlja i drveća porijeklom iz tropskih i toplih umjerenih područja. Nekoliko vrsta se uzgaja kao ukrasno bilje.
Članove porodice karakteriziraju naizmjenični jednostavni listovi i cvjetovi koji obično imaju četiri ili pet često remenčastih ili malih latica i četiri ili pet čašičnih listića. Ponekad nedostaje jedna ili obje čašice i latice. Plodovi su drvenasti.
I hamamelis (Hamamelis) i “zimski lješnjak” (Corylopsis) uzgajaju se u umjerenim klimatskim područjima kao ukrasi zbog svojih cvjetova koji se pojavljuju u vrlo rano proljeće. Različite vrste Fothergilla, ponekad poznate kao “vještičje johe”, također se uzgajaju zbog proljetnog cvijeća, kao i zbog upečatljivog jesenskog lišća.
Jesenska boja lišća, koja se mijenja od zlatnožute do narančaste i grimizne, također je izvanredna osobina “perzijskog željeznog drveta” (Parrotia persica), malog drveća iz sjevernog Irana. Njegovi cvjetovi, nastali prije lišća, imaju viseće prašnike, nemaju latice i imaju smeđe listolike brakteje. Drvo ovog stabla vrlo je snažno, kao i grančice srodnog Parrotiopsis jacquemontiana, koji se u svom rodnom himalajskom području koristi za izradu košara i mostova. Listopadno stablo s cvjetovima bez latica, bijelim braktejama i uspravnim prašnicima, više je od perzijskog željeznog drveta, dosežući oko 6 metara (20 stopa). Još viši japanski grm Disanthus cercidifolius ima tamnoljubičaste cvjetove i lišće koje u jesen postaje grimizno crveno.
Drvo himalajskog i tropskog azijskog roda Exbucklandia (prema nekim autoritetima Symingtonia), koje ima dvije vrste, vrlo je cijenjeno.

## Rodovi i broj vrsta
1. Familia Hamamelidaceae R. Br. (104 spp.)
  1. Subfamilia Exbucklandioideae H. T. Chang
    1. Chunia H. T. Chang (1 sp.)
    2. Exbucklandia R. W. Br. (3 spp.)
    3. Rhodoleia Champ. ex Hook. fil. (6 spp.)
    4. Mytilaria Lecomte (1 sp.)

  2. Subfamilia Disanthoideae Harms
    1. Disanthus Maxim. (2 spp.)

  3. Subfamilia Hamamelidoideae Burnett
    1. Tribus Corylopsideae Harms
      1. Corylopsis Siebold & Zucc. (25 spp.)
      2. Loropetalum R. Br. (4 spp.)
      3. Maingaya Oliv. (1 sp.)
      4. Embolanthera Merr. (2 spp.)
      5. Matudaea Lundell (2 spp.)

    2. Tribus Eustigmateae Harms
      1. Sinowilsonia Hemsl. (1 sp.)
      2. Molinadendron Endress (2 spp.)
      3. Dicoryphe Thouars (7 spp.)
      4. Eustigma Gardner & Champ. (4 spp.)
      5. Fortunearia Rehder & Wilson (1 sp.)
      6. Neostrearia L. S. Sm. (1 sp.)
      7. Noahdendron Endress, Hyland & Tracey (1 sp.)
      8. Ostrearia Baill. (1 sp.)
      9. Trichocladus Pers. (4 spp.)

    3. Tribus Hamamelideae DC.
      1. Distylium Siebold & Zucc. (16 spp.)
      2. Distyliopsis Endress (6 spp.)
      3. Parrotia C. A. Mey. (2 spp.)
      4. Sycopsis Oliv. (2 spp.)
      5. Fothergilla L. (3 spp.)
      6. Parrotiopsis C. K. Schneid. (1 sp.)
      7. Hamamelis L. (5 spp.)